# بوب ميسل
بوب ميسل (بالإنجليزية: Bob Meusel)‏ (و. 1896 – 1977 م) هو لاعب كرة قاعدة  أمريكي، ولد في سان خوسيه، كاليفورنيا، بدأ مشواره المهني سنة 14 أبريل 1920، مركز لعبه هو مدافع أيسر ‏، توفي في بيلفلاوير، لوس أنجليس، كاليفورنيا، عن عمر يناهز 81 عاماً.

## التعليم
تعلم في ثانوية لوس أنجلوس ‏
.

## الخدمة العسكرية
خدم في بحرية الولايات المتحدة.